# Fenchonă
Fenchona este un compus organic din clasa monoterpeneoidelor biciclice cu formula chimică C10H16O. Este un lichid incolor uleios. Prezintă o structură chimică similară cu cea a camforului și este un constituent al absintului și al uleiului esențial de fenicul. Este utilizată ca aromatizant alimentar și în parfumerie.